# Solid Base
Solid Base är en svensk eurodancegrupp, som hörde till skivbolaget Remixed Records.
Gruppen bestod från början av sångerskan Isabelle Heitman (gift Hollender), född 1972 i Oslo, Norge och rapparen Thomas Nordin, född 1971 i Sverige men uppväxt i Afrika. För text och musik till gruppens låtar stod bl.a. producenterna Jonas Eriksson och Mattias Eliasson.
När Isabelle slutade i bandet blev Camilla Alvestad (gift Henningsen) den nya sångerskan. Mellan 2015-2017 var Camilla Brinck sångerska i bandet. Mellan 2017-2018 var Veronika Färestål bandets sångerska. Sedan 2018 är det Jenny Redenkvist som är sångerska i bandet. Numera är även DJ Alex med i bandet.
Solid Base debuterade 1994 med releasen “Dance To The Beat”. Sedan 2014 har Solid Base återuppstått och gör shower runt om i Europa. 2023 var de ett av banden på Vi som älskar 90 & 00-talet.

## Diskografi

### Studioalbum
- 1996 – Finally
- 1998 – The Take Off
- 1999 – Express
- 2002 – In Action

### Samlingsalbum
- 2002 – Greatest Hits (2xCD)
- 2004 – Greatest Hits (CD&DVD)

### Singlar och EP
- 1994 – Dance To The Beat (CD-Maxi)
- 1994 – Together (CD-Maxi)
- 1995 – Mirror, Mirror (CD-Maxi)
- 1995 – In Your Dreams (CD-Maxi)
- 1995 – Stars In The Night (CD-Maxi)
- 1996 – You Never Know (CD-Maxi)
- 1997 – Fly To Be Free (CD-Maxi)
- 1997 – All My Life (CD-Maxi)
- 1997 – Let It All Be Sunshine (CD-Maxi)
- 1998 – Sunny Holiday (CD-Maxi)
- 1998 – Come'n Get Me (CD-Maxi)
- 1998 – Ticket To Fly (CD-Maxi)
- 1999 – This Is How We Do It (CD-Maxi)
- 1999 – Once You Pop, You Can't Stop (CD-Singel)
- 2000 – Push It (CD-Maxi)
- 2000 – Come On Everybody (CD-Maxi)
- 2000 – Sha La Long (CD-Maxi)
- 2001 – I Like It (CD-Maxi)
- 2015 – Wet (Singel)
- 2017 – We’re Gonna Rock It (Singel)